# 尼玛镇 (玛曲县)
尼玛镇，是中华人民共和国甘肃省甘南藏族自治州玛曲县下辖的一个乡镇级行政单位。

## 行政区划
尼玛镇下辖以下地区：
尼玛社区、卓格社区、贡玛村、秀玛村、哇尔玛村和萨合村。